# سانتياغو مينه
سانتياغو مينه (بالإسبانية: Santiago Mina)‏ (11 مارس 1958 في إسبانيا - ) هو لاعب كرة قدم إسباني في مركز الدفاع. شارك مع منتخب إسبانيا تحت 21 سنة لكرة القدم. أما مع النوادي، فقد لعب مع سلتا فيغو ونادي برشلونة ب ونادي ساباديل وLorca Deportiva CF ‏ ونادي الخيسيراس.

## وصلات خارجية
- سانتياغو مينه على موقع قاعدة بيانات كرة القدم.إي يو (الإنجليزية)